# Phialocephala scopiformis
Phialocephala scopiformis är en svampart som beskrevs av Kowalski & Kehr 1995. Phialocephala scopiformis ingår i släktet Phialocephala och familjen Vibrisseaceae.   Inga underarter finns listade i Catalogue of Life.